# Ionisationskammer

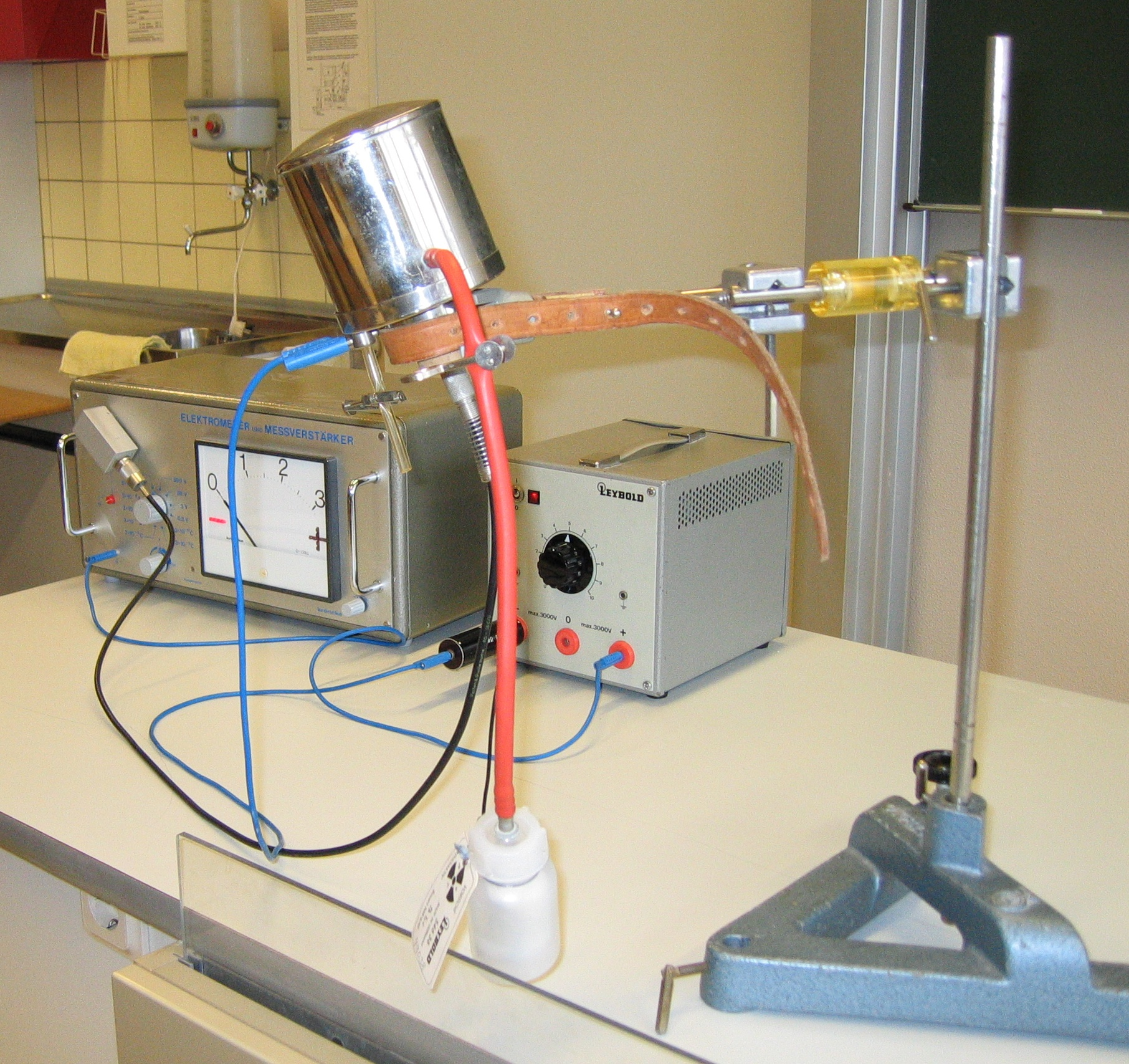
Ein Versuchsaufbau zur Untersuchung des Zerfallsgesetzes mit einer Ionisationskammer

Die Ionisationskammer (engl. ionization chamber, Abk. IC)  ist ein Strahlungs- und Teilchendetektor, der zur Messung von ionisierender Strahlung, d. h. Alpha-, Beta- und Gammastrahlung sowie zur Messung von Ionenstrahlen eingesetzt werden kann. Die Ionisationskammer gehört zur Reihe gasgefüllter Detektoren oder Zählrohre, die sich untereinander hinsichtlich der angelegten Hochspannung und der daraus folgenden verschiedenen Wirkungsweise unterscheiden.
Wird eine der beiden Elektroden mit spaltbarem Material beschichtet, kann die Ionisationskammer als Spaltkammer zum Nachweis freier Neutronen dienen (siehe auch Neutronendetektor).

## Aufbau

Schema einer Ionisationskammer

Die Ionisationskammer entspricht von ihrem Aufbau her einem Kondensator. Die Anode und Kathode sind, um über den gesamten Bereich einen möglichst gleichmäßigen Nachweis zu ermöglichen, entweder zentrisch (zylindrisch, halbkugelförmig, kugelförmig) oder planparallel aufgebaut. Zwischen Anode und Kathode befindet sich ein Zählgas (z. B. Luft oder Argon), in dem beim Einfall von Strahlung durch Ionisation Ladungsträger erzeugt werden. Das Zählgas wird passend zur Quantenenergie der gemessenen Strahlung gewählt. Ist das Zählgas keine Luft, wird die Kammer durch Fenster abgeschlossen, die für die untersuchte Strahlung durchlässig sind. Für niedrige Quantenenergien eignen sich Polyimid-Fenster. Für hohe Quantenenergien eignen sich Fenster aus Glaskohlenstoff (englisch: glassy carbon).

## Wirkungsweise
An der Ionisationskammer liegt zwischen Anode und Kathode eine Hochspannung, die ein elektrisches Feld zwischen den Polen erzeugt. Diese Spannung wird so hoch gewählt, dass die „Lebenszeit“ entstehender freier Elektronen und Ionen bis zur Rekombination größer als die Flugdauer zu der jeweiligen Elektrode ist (Sättigungsspannung; siehe auch Zählrohr). Ionisierende Strahlung, die in die Kammer eintritt, ionisiert das Gas, die Elektronen erreichen die Anode und werden als Stromimpuls messbar.
Je nach verwendetem Füllgas werden pro Ionisation 30 bis 40 eV der Energie der Strahlung absorbiert. Handelt es sich z. B. um monoenergetische Strahlung mit einer Energie von 1 MeV, so ist die Energie eines einzelnen Teilchens dieser Strahlung nach ca. 30.000 Ionisationen vollständig absorbiert. Somit kann man mit diesem Detektor die absorbierte Dosis oder die pro Zeitspanne absorbierte Dosis, die Dosisleistung messen.

## Verwendung
Eine Ionisationskammer wird beispielsweise im Hamburger Synchrotronstrahlungslabor (HASYLAB) im DESY in den Aufbau von Experimenten mit Synchrotronstrahlen eingebaut, um den nur wenige Nanometer breiten Strahl zu „scannen“ (abzutasten) und damit seine genaue Lage festzustellen.
In der Bauform des Füllhalterdosimeters benutzt man die Ionisationskammer als Dosimeter, also als Messgerät zur Messung der Strahlendosis im Rahmen des Strahlenschutzes. Eine weitere Anwendung sind Aktivimeter.
Bei hohem Strahlungsfluss und dann, wenn die Energie des einzelnen Teilchens bzw. Quants nicht gemessen werden muss, werden die Impulse von Ionisationskammern nicht einzeln registriert und analysiert (Impulsbetrieb), sondern das erzeugte Signal wird als zeitlich veränderlicher Strom gemessen (Strombetrieb). In dieser Betriebsform wird in der Lehre das Zerfallsgesetz untersucht, indem ein gasförmiges radioaktives Präparat (z. B. 220Rn) direkt in die Ionisationskammer gegeben wird.

## Messgröße und Messbereich
Für die zuvor unter Verwendung beschriebene Kammer im HASYLAB gilt:
- Ortsdosisleistung: 0,0001 mSv/h – 0,01 Sv/h
- Energiedosisleistung: 0,1 mGy/h – 0,01 mGy/h